# Пасажен (Риу-Гранди-ду-Норти)
Пасажен (порт. Passagem)  —  муниципалитет в Бразилии, входит в штат Риу-Гранди-ду-Норти. Составная часть мезорегиона Сельскохозяйственный район штата Риу-Гранди-ду-Норти. Входит в экономико-статистический  микрорегион Агрести-Потигуар. Население составляет 2870 человек на 2006 год. Занимает площадь 41,235 км². Плотность населения — 69,6 чел./км².

## Статистика
- Валовой внутренний продукт на 2003 год составляет 5 362 700,00 реалов (данные: Бразильский институт географии и статистики).
- Валовой внутренний продукт на душу населения на 2003 год составляет 1923,49 реалов (данные: Бразильский институт географии и статистики).
- Индекс развития человеческого потенциала на 2000 год составляет 0,648 (данные: Программа развития ООН).